# シティタワー大阪福島
シティタワー大阪福島（シティタワー おおさかふくしま）は、大阪市福島区鷺洲3丁目にある超高層マンションである。

## 概要
2007年に建設が開始され、2009年2月に竣工した。ミズノ 鷺洲流通センター跡地に建設されている。周辺部には超高層建築物は少なく、南側に福島ガーデンズタワーが建つのみとなっている。

## 近隣公共施設等
- UR都市機構 鷺洲第2団地
- 鷺洲上公園
- 大日本製薬 大阪工場
- 塩野義製薬 福島分室、中央研究所

## 交通機関
- 阪神本線 野田駅 約500m 徒歩7分
- Osaka Metro 千日前線 野田阪神駅 約600m 徒歩8分